# Pesca all'agguato
La pesca all'agguato è una delle tecniche utilizzate per la pesca in apnea.
La tecnica consiste nel muoversi silenziosamente sul fondo o in superficie nel tentativo di cogliere di sorpresa il pesce. Oltre che muoversi nel cono d'ombra visivo della sua preda, il pescatore apneista deve anche fare i conti con un altro organo di senso del pesce, la linea laterale. Quest'ultima consente alla preda di sentire le onde di pressione prodotte dalle vibrazioni sonore, quindi il movimento di un potenziale aggressore. Pertanto il pescatore subacqueo dovrà muoversi sempre lentamente e riparato da rocce che schermino le onde di pressione tra lui e la preda, questo percorso viene definito "percorso mimetico". È considerata una vera arte, anche perché si dovrà allenare molto la capacità apneistica dell'atleta che deve essere in grado di avere una buona autonomia, oltre ad una buona mobilità che la flora marina richiede.
Probabilmente la pesca all'agguato è la più difficile tra tutte le discipline che riguardano la pesca in apnea; la capacità di avvicinare i pesci si ottiene solo dopo anni di esperienza. Infatti all'inizio si rimane sorpresi dalla scarsità delle prede, mentre in realtà queste ci hanno percepito e si sono allontanate prima del nostro sopraggiungere. Solo con il tempo si riesce a portare a termine un'azione di pesca efficace.
Per la difficoltà oggettiva legata all'avvicinamento alla preda e per quella ancora più palese dell'azione, che si svolge rigorosamente in apnea (se non effettuata dalla superficie), la pesca all'agguato, come del resto la pesca in apnea in generale, è da considerarsi tra le forme di prelievo più selettive (il pescatore vede la preda a cui sta per sparare) che esistono. Questo ci garantisce uno sport sano per se stessi e per la natura, infatti a differenza di tutti gli altri tipi di pesca esso è il più divertente (in quanto si ha uno scontro faccia a faccia con la preda) inoltre sprona la mente a compiere movimenti semplici capaci di fruttare una buona preda. Il fucile subacqueo consigliato per questa tecnica è sicuramente un arbalete da 80 – 90 cm, in modo da essere sicuri di riuscire a centrare il bersaglio anche a una buona distanza qualora il pesce avesse già avvertito la nostra presenza, garantendo al tempo stesso una buona manualità e un brandeggio sufficientemente comodo, oltre all'imprevedibilità del tipo di cattura.